# أوسكار اولسن
أوسكار أولسن (بالنرويجية البوكمول: Oskar Olsen)‏ (17 أكتوبر 1897 - 28 ديسمبر 1956) هو رياضي نرويجي محترف في التزلج السريع، حاصل على الميدالية الفضية في دورة الألعاب الأولمبية الشتوية 1924 في شاموني.

## روابط خارجية
- أوسكار اولسن على موقع SpeedSkatingBase.eu (الإنجليزية)
- أوسكار اولسن على موقع SpeedSkatingNews.info (الإنجليزية)
- أوسكار اولسن على موقع SpeedSkatingStats.com (الإنجليزية)
- أوسكار اولسن على موقع اللجنة الأولمبية الدولية (الإنجليزية)
- أوسكار اولسن على موقع أوليمبيديا (الإنجليزية)